# Fraizer Campbell
Fraizer Lee Campbell (Huddersfield, 13 de setembro de 1987) é um ex-futebolista inglês que atuava como atacante.